# فرناندو بوناتی
فرناندو بوناتی (ایتالیایی: Fernando Bonatti؛ ۲۶ اکتبر ۱۸۹۴ – ۱۴ اکتبر ۱۹۷۴) ژیمناست هنری اهل ایتالیا بود.